# Russian Spring Punch
Il Russian Spring Punch è un cocktail a base di vodka e liquore, cocktail ufficiale IBA dal 2011.

## Storia
Il Russian Spring Punch è stato inventato a Londra da Dick Bradsell durante gli anni 1980. Bradsell, pur non ricordandosi in quale locale lavorasse quando ha ideato il cocktail, racconta di averlo creato per un gruppo di amici che volevano organizzare una festa e spendere poco in alcol; agli invitati venivano forniti vodka, Crème de cassis, zucchero liquido e succo di limone, e veniva loro chiesto di portarsi da casa il proprio vino spumante. Il nome deriva dall'utilizzo di vodka (una bevanda russa) e dal fatto che il cocktail è un "Collins", un drink primaverile.

## Composizione

### Ingredienti
La ricetta ufficiale IBA del 2011 prevede i seguenti ingredienti:
- 25 ml di vodka
- 15 ml di Crème de cassis
- 10 ml di zucchero liquido
- 25 ml di succo di limone fresco
- Top di vino spumante

### Preparazione
Shakerare la vodka, il liquore, lo zucchero liquido e il succo di limone in un shaker, dopodiché versare direttamente nel bicchiere highball. Completare il cocktail con un top di vino spumante, e infine decorare con una fetta di limone e una mora.